# Crandell Addington
Crandell Addington (Graham, 2 giugno 1938 – San Antonio, 14 aprile 2024) è stato un giocatore di poker, imprenditore e dirigente d'azienda statunitense, tra i fondatori delle World Series of Poker, e inserito nel 2005 nella Poker Hall of Fame.

## Biografia
Crandell Addington nacque il 2 giugno 1938 a Graham.

### Carriera nel poker
Conosciuto con il soprannome di "Dandy" per essere sempre ben vestito, Addington fu un giocatore abituale del circuito di poker texano negli anni '60. Già milionario, iniziò a giocare a poker principalmente per divertimento, considerando il gioco come una sfida personale. Nel 1969 vinse la Texas Gamblers Convention a Reno, in Nevada; fu lì che nacque l'idea delle World Series of Poker.
Partecipò alle prime World Series of Poker nel 1970 insieme ad Amarillo Slim, Doyle Brunson, Sailor Roberts, Puggy Pearson e Carl Cannon. Addington arrivò al tavolo finale del Main Event delle WSOP quasi ogni anno dal 1972 al 1979, conquistando il record per il maggior numero di presenze al tavolo finale (sette). Arrivò secondo in due occasioni, perdendo contro Johnny Moss nel 1974 e Bobby Baldwin nel 1978. Tuttavia, poiché il Main Event delle WSOP fu un Winner Take All fino al 1978, la maggior parte di queste apparizioni non si concluse con una ricompensa in contanti.
Sebbene non fosse più un giocatore attivo e non avesse ottenuto alcuna ricompensa in contanti in un torneo dal 1990, il collega membro della Hall of Fame Doyle Brunson lo descrisse come una Leggenda del No Limit Hold'em.
Nel 2005 tentò nuovamente di vincere le WSOP tornando a Las Vegas per essere inserito nella Poker Hall of Fame, ma non ottenne gli stessi risultati degli anni '70.
Le sue vincite totali nei tornei live superarono i 160.000 dollari.

### Carriera imprenditoriale
Addington si laureò cum laude nel 1961 alla Southwestern University in economia e contabilità.
Fu CEO, Presidente e Direttore della Phoenix Biotechnology, un'azienda specializzata nella ricerca sulla cura del cancro.

### Morte
Crandell Addington morì a San Antonio il 14 aprile 2024 all'età di 85 anni.